# بکلینگن
بکلینگن (به آلمانی: Becklingen) یک منطقهٔ مسکونی در آلمان است که در برگن (منطقه سله) واقع شده‌است. بکلینگن ۳۸۲ نفر جمعیت دارد.